# Чемпіонат України з легкої атлетики в приміщенні 2007
Чемпіонат України з легкої атлетики в приміщенні 2007 серед дорослих був проведений 12-14 лютого в Сумах в манежі Української академії банківської справи.

## Призери

### Чоловіки
| Дисципліни                  | Золото                                  | Золото   | Срібло                                     | Срібло   | Бронза                                      | Бронза   |
| --------------------------- | --------------------------------------- | -------- | ------------------------------------------ | -------- | ------------------------------------------- | -------- |
| 60 метрів                   | Ігор Бодров Харківська область          | 6,72     | Дмитро Глущенко Київ                       | 6,74     | Віталій Чикало Тернопільська область        | 6,80     |
| 200 метрів (поза програмою) | Михайло Книш Вінницька область          | 21,42    | Віталій Корж Сумська область               | 21,85    | Сергій Смелик Луганська область             | 22,07    |
| 400 метрів                  | Михайло Книш Вінницька область          | 47,51    | Віталій Головачов Київська область         | 48,50    | Володимир Демченко Дніпропетровська область | 48,59    |
| 800 метрів                  | Олександр Осмолович Житомирська область | 1.51,37  | Кирило Масунов Одеська область             | 1.52,02  | Віталій Волошин Черкаська область           | 1.52,06  |
| 1500 метрів                 | Володимир Киц Київська область          | 3.45,80  | Максим Жудін Донецька область              | 3.45,96  | Сергій Шияновський Сумська область          | 3.50,11  |
| 3000 метрів                 | Євген Божко Харківська область          | 8.09,00  | Іван Бабарика Дніпропетровська область     | 8.09,90  | Володимир Тімашов Донецька область          | 8.16,10  |
| 60 метрів з бар'єрами       | Сергій Демидюк Київ                     | 7,79     | Андрій Батраченко Дніпропетровська область | 8,01     | Сергій Копанайко Луганська область          | 8,05     |
| 3000 метрів з перешкодами   | Ілля Сухарєв Київська область           | 8.43,77  | Сергій Редько Луганська область            | 8.47,08  | Єгор Скляров Донецька область               | 8.53,15  |
| Ходьба 10000 метрів         | Андрій Ковенко Вінницька область        | 40.04,38 | Руслан Дмитренко Київська область          | 41.31,86 | Олексій Шелест Сумська область              | 42.04,40 |
| Стрибки у висоту            | Андрій Соколовський Вінницька область   | 2,28     | Віктор Шаповал Львівська область           | 2,26     | Віталій Самойленко Херсонська область       | 2,23     |
| Стрибки з жердиною          | Денис Юрченко Донецька область          | 5,60     | Денис Федас Київ                           | 5,40     | Сергій Горовий Київська область             | 5,40     |
| Стрибки у довжину           | Валерій Васильєв Київ                   | 7,95     | Олексій Лукашевич Дніпропетровська область | 7,92     | Олександр Пацеля Дніпропетровська область   | 7,89     |
| Потрійний стрибок           | Микола Саволайнен Київ                  | 16,78    | Віктор Кузнєцов Київська область           | 16,78    | Віктор Ястребов Київська область            | 16,61    |
| Штовхання ядра              | Юрій Білоног Одеська область            | 19,83    | Андрій Семенов Одеська область             | 19,60    | Віктор Самолюк Київська область             | 18,08    |
| Семиборство                 | Олексій Сисоєв Росія                    | 5717     | Микола Шубянок Білорусь                    | 5668     | Олександр Корзун Білорусь                   | 5617     |

### Жінки
| Дисципліни                  | Золото                               | Золото   | Срібло                                | Срібло   | Бронза                                | Бронза   |
| --------------------------- | ------------------------------------ | -------- | ------------------------------------- | -------- | ------------------------------------- | -------- |
| 60 метрів                   | Ірина Штангеєва Донецька область     | 7,37     | Наталія Пигида Київська область       | 7,39     | Юлія Баликіна Запорізька область      | 7,44     |
| 200 метрів (поза програмою) | Ірина Штангеєва Донецька область     | 23,57    | Наталія Пигида Київська область       | 23,64    | Марина Міндарєва Запорізька область   | 23,78    |
| 400 метрів                  | Ксенія Карандюк Київ                 | 53,75    | Олександра Пейчева Запорізька область | 54,15    | Оксана Ілюшкіна Миколаївська область  | 54,73    |
| 800 метрів                  | Тетяна Петлюк Київ                   | 1.59,87  | Юлія Кревсун Донецька область         | 2.02,18  | Зоя Гладун Вінницька область          | 2.06,06  |
| 1500 метрів                 | Анна Міщенко Харківська область      | 4.16,46  | Ірина Кушнір Львівська область        | 4.37,33  | Ганна Пелих Запорізька область        | 4.37,34  |
| 3000 метрів                 | Анна Міщенко Харківська область      | 9.17,07  | Тетяна Мезенцева Донецька область     | 9.24,08  | Олена Сердюк Харківська область       | 9.25,83  |
| 60 метрів з бар'єрами       | Наталія Забродська Одеська область   | 8,37     | Олена Ястребова Донецька область      | 8,44     | Анна Плотіцина Харківська область     | 8,47     |
| 3000 метрів з перешкодами   | Наталія Тобіас Донецька область      | 9.45,47  | Юлія Ігнатова Одеська область         | 9.51,63  | Валентина Горпинич Одеська область    | 9.55,43  |
| Ходьба 5000 метрів          | Людмила Шелест Сумська область       | 22.04,62 | Надія Боровська Київська область      | 22.13,26 | Олена Мірошниченко Сумська область    | 22.24,79 |
| Стрибки у висоту            | Ірина Коваленко Київська область     | 1,95     | Віта Паламар Запорізька область       | 1,89     | Вікторія Добринська Вінницька область | 1,83     |
| Стрибки з жердиною          | Наталія Мазурик Донецька область     | 4,15     | Людмила Вайленко Донецька область     | 3,80     | Наталія Соловйова Донецька область    | 3,70     |
| Стрибки у довжину           | Вікторія Рибалко Запорізька область  | 6,64     | Олександра Стаднюк Черкаська область  | 6,52     | Наталія Сорокіна Вінницька область    | 6,36     |
| Потрійний стрибок           | Ольга Саладуха Донецька область      | 14,04    | Олександра Стаднюк Черкаська область  | 13,80    | Світлана Мамєєва Харківська область   | 13,67    |
| Штовхання ядра              | Оксана Захарчук Київська область     | 16,25    | Світлана Сакун Чернігівська область   | 16,00    | Вікторія Дегтяр Одеська область       | 15,08    |
| П'ятиборство                | Наталія Добринська Вінницька область | 4602     | Ганна Мельниченко Полтавська область  | 4381     | Світлана Ладохіна Росія               | 4322     |